# Linked data
O conceito de linked data (dados ligados entre si) é um conjunto de práticas introduzidas por Tim Berners-Lee em suas notas sobre a arquitetura web "Linked Data", com função de publicar e estruturar dados na Web. Essas práticas vêm sendo cada vez mais adotadas levando à criação do que conhecemos como web de dados (Web of Data, em inglês).
No contexto de Web Semântica, a função não é somente lançar os dados, mas também fazer com que a pessoa e a máquina possam explorar a web de dados.

## Os 4 princípios de linked data
Um documento web é construído sobre um pequeno conjunto de padrões simples, utilizando URIs como mecanismo global e único de identificação, HTTP como mecanismo de acesso universal, e HTML como formato de conteúdo. Daí a Web é construída sobre o princípio de manter hiperlinks entre documentos da Web. Baseando-se nisto, Berners-Lee criou suas notas, que ficaram conhecidas como "Os princípios da Linked Data". São eles:

1. Use URIs para nomear as coisas
2. Use URIs HTTP para que as pessoas possam procurar o desejado
3. Quando alguém olha para um URI, forneça informações úteis, usando os padrões (RDF *, SPARQL)
4. Incluir links para outros URIs. Para que eles possam descobrir explorar mais as coisas

## Tecnologias de suporte
Linked Data depende de duas tecnologias que são fundamentais para a web: HTTP e RDF.

1. O protocolo HTTP fornece um mecanismo simples e universal útil na recuperação de recursos serializados como um fluxo de bytes (como por exemplo, uma foto) ou na recuperação de descrições de entidades que não podem por si só atravessar a rede dessa forma (como um ser humano)
2. O modelo RDF codifica dados na forma de triplas de sujeito, predicado e objeto. O sujeito e o objeto são URIs que identificam um recurso. O predicado é como eles se relacionam, também é uma URI.

Ex:
- Sujeito—http://data.linkedmdb.org/resource/film/77
- Predicado—http://www.w3.org/2002/07/owl#sameAs  
- Objeto—http://dbpedia.org/resource/Pulp_Fiction_%28film%29

Exemplo de uma nuvem de dados no qual estão representados os dados estruturados

## The Linking Open Data Project
O maior exemplo de utilização de linked data é o projeto LOD (Linking Open Data), que é uma comunidade com objetivo de lançar datasets(conjunto de dados), gerando assim uma nuvem de dados de maneira a mantê-los estruturados, mesmo estando espalhados pela vasta web.
Os primeiros participantes deste projeto eram pesquisadores e desenvolvedores de pequenas companhias e centro de pesquisas de universidades. Desde então o projeto cresceu consideravelmente a ponto de incluir significante envolvimento de grandes organizações como a BBC, Thomson Reuters e Library of Congress. Este crescimento levou naturalmente a participação de qualquer um que estivesse disposto a lançar um dataset.

### Passo a passo de como publicar LOD
Esta seção mostra alguns passos necessários para publicar LOD:

- Analisar seus dados, selecionado aqueles que são úteis para serem publicados
- Limpar e formatar os dados, dado que uma vez que dados podem vir de várias fontes, alguns podem vir com informação a mais (desnecessária) para a publicação
- Modelar seus dados para convertê-los facilmente para RDF e criar URIs para cada objeto
- Escolher ou criar um vocabulário RDF apropriado
- Escolher ou criar sob qual licença ficarão os dados
- Converter os dados para RDF
- Ligar dados a outros dados antes de publicá-los
- Publicar e promover seu conjunto de dados

### Uma breve história
Abaixo estão alguns passos já realizados pela comunidade LOD:

- W3C publicou uma pilha de padrões abertos para a web semântica chamados de Resource Description Framework (RDF). Este padrão foi amplamente adotado para descrever os metadados (metadata) que também foi usado para publica a mais popular enciclopédia do mundo: chamada de DBpedia4, tornando-se o núcleo de nuvens da LOD.
- Os padrões da semântica da W3C também previram a possibilidade de vincular conjunto de dados. Por exemplo, pode-se expressar que em um formato legível por máquinas que um certo recurso é exatamente (ou aproximadamente) igual a outro recurso e os dois recursos estão em algum lugar na web mas não necessariamente publicados no mesmo servidor ou publicado pelo menos autor. É muito similar a ligar recursos um com o outro usando hiperlinks dentro de um documento.
- Os padrões da web semântica são feitos para serem usados nas mais comuns infraestruturas de TI que conhecemos até hoje, o worldwide web (WWW). Basta ter um navegador e utilizar HTTP. A maior parte dos recursos na nuvem e as informações de contexto sobre eles podem ser requisitados simplesmente utilizando o browser e digitando URL desejada. Demonstrando que as aplicações web podem fazer uso de linked data via padrões de serviços na web.